# Бабаюртовский район
Бабаю́ртовский райо́н (кум. Баба-юртлу якъ)  — административно-территориальная единица и муниципальное образование (муниципальный район) в составе Республики Дагестан Российской Федерации.
Административный центр — село Бабаюрт.

## География
Бабаюртовский район расположен на севере современного Дагестана, на Кумыкской плоскости.
На севере граничит с Кизлярским районом, на юге с Кумторкалинским и Хасавюртовским районами Дагестана, на западе с Чеченской Республикой, а на северо-востоке через северную часть Аграханского полуострова омывается водами Каспийского моря. На востоке район имеет границу с территорией, подчинённой городу республиканского значения Махачкале, в частности, Кировскому району города (иными словами — границу с городским округом город Махачкала).
Площадь территории района составляет 3255,22 км² и является вторым по величине (после Ногайского) районом республики.

## История
предыстория
Территория района расположена на историко-географической области Кумыкия.
До первой половины XVIII вв. территория района входила в состав кумыкского феодального образования — Эндиреевское ханство, со столицей в Эндирее. С конца XVIII до начала XIX современный Бабаюртовский район входил частично в Эндиреевское ханство и частично в кумыкское владение Аксаевское княжество, со столицей в Аксае.
В 1860 году после упразднения всех княжеств Засулакской Кумыкии, в тех же границах был основан Кумыкский округ в составе Терской области, с административным центром в слободе Хасавюрт.
В 1869 году путём реорганизации Кумыкский округ был преобразован в Хасавюртовский округ, с одноимённым административным центром в составе Терской области. Большая часть будущего Бабаюртовского района вошла в состав реорганизованного округа. Небольшая восточная часть бывшего Кумыкского округа отошла в Махачкалинский район.
современное время
Постановлением 4-й сессии 6-го созыва ЦИК ДАССР от 22 ноября 1928 года, из территории бывших Хасавюртовского и Махачкалинского округов был выделен Бабаюртовский кантон. По новому районированию к кантону от бывшего Хасавюртовского округа отошло: 56,8 % территории, 25 % сельских советов, 35,5 % населённых пунктов, 21,6 % населения; от Махачкалинского: 9,8 % территории, 4,4 % сельских советов, 10,4 % населённых пунктов, 4,5 % населения.
По новому районированию кантон состоял из 12 сельских советов включавших в себя следующие населённые пункты (в скобках указан национальный состав населённого пункта: а — аварцы, к — кумыки, не — немцы, н — ногайцы, р — русские, ч — чеченцы):
1. Адиль-Янгиюртовский — Адиль-Янгиюрт (к, ч), Алер-отар (ч), Апач-отар (ч), Караузек (н), Караозек-отар (а), Качалай-кутан (к), Темир-Гирей-отар (к), Хошкельди-отар (ч), Чанкаюрт (ч);
2. Ассаульский — Ассаул (н), Авледкин (н), Ватага (р), Губечаул (н), Кумаул (н), Кут № 1 (к), Кут № 2 (к), Кут № 3 (р), Малый Кум (н), Медетаул (н), Мектеб (н), Паром-аул (к), Рамазан-аул (н), Узун-аул (н);
3. Бабаюртовский — Бабаюрт (к, н), Ахай-отар (к), Айтхана (ч), Алибекотар (к), Геметюбе (н), Кара-Тюбе (н), Кутанаул (н), Романовка (Кирпич-кутан) (ч), Мужукай (н), Напий-отар (к), Тавлу-отар (ч), Термен-отар (ч), Тюп-кутан (к), Шахбалат (ч), Янгылбай (н), Ялангечив (н);
4. Бакильаульский — Бакиль-аул (н), Таксанак (н), Чиживут (н);
5. Герменчикотарский — Герменчик-отар (к), Нарышкин (ч);
6. Казиюртовский — Казиюрт (к);
7. Казьмааульский — Казьма-Аул (к), Асельдер-Хаджи (к, не), Ярокай (Мариенфельд) (не, ч);
8. Львовский — Колония № 1 (не, к), Колония № 2 (не), Колония № 3 (не), Колония № 5 (к);
9. Люксембургский — Люксембург (не), Туршунай (не, к), Хасанай-Дик (не);
10. Тамазатюбинский — Тамаза-Тюбе (н), Карасакал (н), Караяр-аул (н), Оразгулаул (н), Хаджибайаул (н), Шава (к), Шенфельд (не), Шихалиаул (н), Ялангачколь (н);
11. Хамаматюртовский — Хамаматюрт (к), Вагаб-отар (к, ч), Ибрагимотар (ч), Патиматотар (ч), Уцмиюрт (ч, к), Хамза-отар (ч), Чувал-Яга (ч);
12. Хамзаюртовский — Хамзаюрт (к), Андузлу (к), Казанкулак (ч), Камбулат (ч), Костекотар (к), Ногайотар (ч), Хамзаюртовский (к), Шпренгель (не).
Постановлением ВЦИК от 3 июня 1929 года кантон был преобразован в район.
Указом ПВС РСФСР от 1 февраля 1963 га Бабаюртовский район был упразднён, а его территория передана в состав укрупнённого Хасавюртовского сельского района. Указом ПВС РСФСР от 12 июня 1965 года район был восстановлен в своих прежних границах.
До Великой Отечественной войны на территории района находилось несколько немецких колоний: Романовка (Люксембург), Харч № 1 (Львовский № 1), Ней-Гофнунг (Новая Надежда), Туршунай, Дик (Хасанай), Эйгенгейм (Татаюрт), Эбенфельд (Каплановка), Шпрингель, Шенфельд, Аграхан № 16, Каплан № 15, Мариенфельд, Ней-Терек. На основании секретного постановления ГКО № 827 «О переселении немцев из Дагестанской и Чечено-Ингушской АССР» от 22 октября 1941 года все немецкое население района было переселено в Казахстан и Среднюю Азию.
На основании секретного постановления Государственного Комитета Обороны СССР за № 5073 о выселении чеченцев и ингушей в Казахскую и Киргизскую ССР от 31 января 1944 года с территории района было выселено всё чеченское население.

## Население
| 1926    | 1939    | 1959    | 1970    | 1979    | 1989    | 2002    | 2009    | 2010    |
| ------- | ------- | ------- | ------- | ------- | ------- | ------- | ------- | ------- |
| 15 953  | ↗24 041 | ↗29 000 | ↗34 899 | ↘26 742 | ↗30 852 | ↗41 331 | ↗44 463 | ↗45 701 |
| 2011    | 2012    | 2013    | 2014    | 2015    | 2016    | 2017    | 2018    | 2019    |
| ↗46 067 | ↗46 372 | ↗46 524 | ↗47 068 | ↗47 552 | ↗47 979 | ↗48 134 | ↗48 409 | ↘48 300 |
| 2020    | 2021    | 2023    | 2024    | 2025    |         |         |         |         |
| ↗48 425 | ↗53 335 | ↗53 733 | ↗53 972 | ↗54 274 |         |         |         |         |

Динамика национального состава района
По данным Всесоюзной переписи населения 1926 года:
- кумыки — 6 833 чел. (42,8 %, численно преобладали в 25 населённых пунктах и 5 сельских советах);
- ногайцы — 4 435 чел. (27,9 %, численно преобладали в 26 населённых пунктах и 4 сельских советах);
- чеченцы — 3 116 чел. (19,5 %, численно преобладали в 20 населённых пунктах и 1 сельских советах);
- немцы — 1 176 чел. (7,4 %, численно преобладали в 6 населённых пунктах и 2 сельских советах);
- аварцы — 240 чел. (1,5 %, численно преобладали в 1 населённом пункте);
- другие — 153 чел. (0,9 %)

### Национальный состав
Большинство населения района составляют тюркоязычный дагестанский народ —  кумыки, в частности северные кумыки которые составляют 51,32 % от всего населения, другие дагестанские народы были переселены на кумыкскую равнину, в том числе в Бабаюртовской район, c середины XX века. Доля русских (в том числе казаков) в районе сократилась с 20,6 % в 1939 году до 0,79 % в 2010 году, а в 2021 до 0,7%.
По данным Всероссийской переписи населения 2020-2021 года:
| Народ      | Численность, чел. | Доля от всего населения, % |
| ---------- | ----------------- | -------------------------- |
| кумыки     | 27 374            | 51,32 %                    |
| аварцы     | 11 148            | 20,90 %                    |
| ногайцы    | 7 216             | 13,53 %                    |
| даргинцы   | 3 408             | 6,39 %                     |
| чеченцы    | 2 489             | 4,67 %                     |
| русские    | 400               | 0,75 %                     |
| другие     | 733               | 1,37 %                     |
| не указали | 567               | 1,06 %                     |
| всего      | 53 335            | 100,00 %                   |

Национальный состав населения по данным Всероссийской переписи населения 2010 года:
| Народ      | Численность, чел. | Доля от всего населения, % |
| ---------- | ----------------- | -------------------------- |
| кумыки     | 22 067            | 48,29 %                    |
| аварцы     | 9 253             | 20,25 %                    |
| ногайцы    | 7 553             | 16,53 %                    |
| даргинцы   | 2 767             | 6,05 %                     |
| чеченцы    | 2 764             | 6,05 %                     |
| русские    | 360               | 0,79 %                     |
| лакцы      | 351               | 0,77 %                     |
| другие     | 430               | 0,94 %                     |
| не указали | 156               | 0,34 %                     |
| всего      | 45 701            | 100,00 %                   |

## Территориальное устройство
Бабаюртовский район в рамках административно-территориального устройства включает сельсоветы и сёла.
В рамках организации местного самоуправления в одноимённый муниципальный район входят 15 муниципальных образований со статусом сельского поселения, которые соответствуют сельсоветам и сёлам.
| №  | Сельское поселение            | Административный центр | Количество населённых пунктов | Население (чел.) | Площадь (км²) |
| -- | ----------------------------- | ---------------------- | ----------------------------- | ---------------- | ------------- |
| 1  | сельсовет Адиль-Янгиюртовский | село Адиль-Янгиюрт     | 2                             | ↘5070            | 53,20         |
| 2  | село Бабаюрт                  | село Бабаюрт           | 1                             | ↗18 039          | 27,81         |
| 3  | сельсовет Геметюбинский       | село Геметюбе          | 2                             | ↗2406            | 38,60         |
| 4  | село Герменчик                | село Герменчик         | 1                             | ↘2344            | 37,82         |
| 5  | село Львовский № 1            | село Львовский № 1     | 1                             | ↘1408            | 20,70         |
| 6  | село Люксембург               | село Люксембург        | 1                             | ↗1754            | 34,24         |
| 7  | сельсовет Мужукайский         | село Мужукай           | 2                             | ↗730             | 18,50         |
| 8  | село Новокаре                 | село Новокаре          | 1                             | ↗1735            | 32,08         |
| 9  | сельсовет Новокосинский       | село Новая Коса        | 2                             | ↘739             | 19,22         |
| 10 | сельсовет Тамазатюбинский     | село Тамазатюбе        | 2                             | ↘2167            | 58,22         |
| 11 | село Татаюрт                  | село Татаюрт           | 1                             | ↗2888            | 25,16         |
| 12 | сельсовет Туршунайский        | село Туршунай          | 2                             | ↗2794            | 20,74         |
| 13 | село Уцмиюрт                  | село Уцмиюрт           | 1                             | ↗4730            | 17,79         |
| 14 | село Хамаматюрт               | село Хамаматюрт        | 1                             | ↗5456            | 64,48         |
| 15 | сельсовет Хасанайский         | село Хасанай           | 2                             | ↘1164            | 19,70         |

## Населённые пункты
В районе 22 сельских населённых пункта:
| №  | Населённый пункт  | Тип  | Население | Сельское поселение            |
| -- | ----------------- | ---- | --------- | ----------------------------- |
| 1  | Адиль-Янгиюрт     | село | ↗4630     | сельсовет Адиль-Янгиюртовский |
| 2  | Алимпашаюрт       | село | ↗824      | сельсовет Геметюбинский       |
| 3  | Бабаюрт           | село | ↗18 353   | село Бабаюрт                  |
| 4  | Геметюбе          | село | ↗1561     | сельсовет Геметюбинский       |
| 5  | Герменчик         | село | ↘2344     | село Герменчик                |
| 6  | Львовский № 1     | село | ↗1474     | село Львовский № 1            |
| 7  | Люксембург        | село | ↘1760     | село Люксембург               |
| 8  | Мужукай           | село | ↗553      | сельсовет Мужукайский         |
| 9  | Новая Коса        | село | ↗730      | сельсовет Новокосинский       |
| 10 | Новокаре          | село | ↗1822     | село Новокаре                 |
| 11 | Оразгулаул        | село | ↘6        | сельсовет Новокосинский       |
| 12 | Советское         | село | ↗1209     | сельсовет Туршунайский        |
| 13 | Тамазатюбе        | село | ↗1874     | сельсовет Тамазатюбинский     |
| 14 | Тамазатюбе Старое | село | ↘288      | сельсовет Тамазатюбинский     |
| 15 | Татаюрт           | село | ↘2909     | село Татаюрт                  |
| 16 | Туршунай          | село | ↗1537     | сельсовет Туршунайский        |
| 17 | Уцмиюрт           | село | ↗5014     | село Уцмиюрт                  |
| 18 | Хамаматюрт        | село | ↗5528     | село Хамаматюрт               |
| 19 | Хасанай           | село | ↗1144     | сельсовет Хасанайский         |
| 20 | Чанкаюрт          | село | ↗438      | сельсовет Адиль-Янгиюртовский |
| 21 | Шахбулатотар      | село | ↘7        | сельсовет Хасанайский         |
| 22 | Янгылбай          | село | ↗172      | сельсовет Мужукайский         |

Населённые пункты — анклавы (кутаны)
На территории Бабаюртовского района расположены наделы-кутаны горных районов Дагестана, на землях которых с 1970-х годов начали появляться населённые пункты с постоянным населением. Сейчас таких сёл на территории района около 200, часть из них существует официально и административно входит в состав соответствующих горных районов, часть — не имеет официального статуса. Население таких сёл на территории района составляет около 60 тыс. человек и, таким образом, превышает население собственно Бабаюртовского района:
| Акушинский район неофициально: - Львовский № 8 Ахвахский район официально: - Андуз - Индира неофициально: - Казиюрт | Ботлихский район официально: - Анхвала - Айтхан - Джугут - Новое Хелетури (Гавриил-кутан) неофициально: - Шодрода - Старый Артезиан - Алак - Зило - Ашали - Риквани - Чанко - Бутуш - Айбала - Каплановка - Алибекотар - Ахай-отар | Гумбетовский район официально: - Нанибика - Нарыш - Цияб-Цилитли неофициально: - Отав-Тюбе - Первомайское - Шпренгель Казбековский район официально: - Ахтачикан неофициально: - Красный Октябрь - Львовское № 6 - Новый Туршунай - совхоз Дылымский - Уч-Тюбе - Хамзаюрт | Лакский район официально: - Арусси - Арцалу (Львовский № 2) - Баласма - Лугувалу - Сангар - Турзин (Львовский № 3) - Харазма неофициально: - Асаул - Львовский № 4 - Львовский № 9 - Львовский № 10 - Львовский № 13 - Рамазан-кутан - Тугай-кутан - Тушмановка - Хумаул | Рутульский район официально: - Новый Борч неофициально: - Казанкулак - Камбулат - Ленино - Свердлово Тляратинский район официально: - Ибрагимотар - Калининаул неофициально: - Дахадаево - Камилюх - Кутанаул - Мазада - Орджоникидзе - Фрунзе - Цумилюх - Чувал-кутан - Щедрин-кутан | Хунзахский район официально: - Гондокори - Нуси Цумадинский район официально: - Аркаскент - Шава - Шугури Цунтинский район (Бежтинский участок) официально: - Каратюбе - Караузек - Качалай неофициально: - Ахайотар - Ачичунгур - 40 лет Октября | Чародинский район официально: - Цадах Шамильский район неофициально: - Газиюрт Без приписки к горному району: - Новая Надежда - Мазаевка |

Покинутые населённые пункты
Аликазган, Ново-Георгиевское, Остриковка, Шенфельд.

## Особо охраняемые природные территории
- Государственный природный заказник федерального значения «Аграханский»[39]

## Комментарии
Комментарии
1. ↑  авар. Бабаюрт мухъ, агул. Бабаюрт район, азерб. Babayurd rayonu, дарг. Бабаюртла къатI, кум. Баба-юртлу якъ, лак. Бабаюртал кIану, лезг. Бабаюрт район, ног. Бабаюрт район, рут. Бабаюрт район, таб. Бабаюрт район, татск. Бабаюрт район, цахур. Бабаюрт район, чечен. Баба-юртан кIошт
2. ↑  Согласно конституции Дагестана, государственными языками на территории республики являются — русский, аварский, агульский, азербайджанский, даргинский, кумыкский, лакский, лезгинский, ногайский, рутульский, табасаранский, татский, цахурский и чеченский языки.